# Steenwerk
Steenwerk (officieel: Steenwerck) is een gemeente in Noord-Frankrijk (Noorderdepartement (Frans: département du Nord), arrondissement Duinkerke), in Frans-Vlaanderen en de Franse Westhoek. De gemeente ligt in Frans-Vlaanderen in de streek het Leiedal. De Leie stroomt langs de zuidgrens van de gemeente en dwars door het stadje loopt de Grote Beke, die uitmondt in de Leie. Steenwerk grenst aan de gemeenten Belle, Niepkerke, Erkegem, Sailly-sur-la-Lys, Stegers en Zoeterstee. De gemeente telde 3.474 inwoners op 1 januari 2022.
In het gemeente ligt ook nog het gehucht Croix du Bac. 

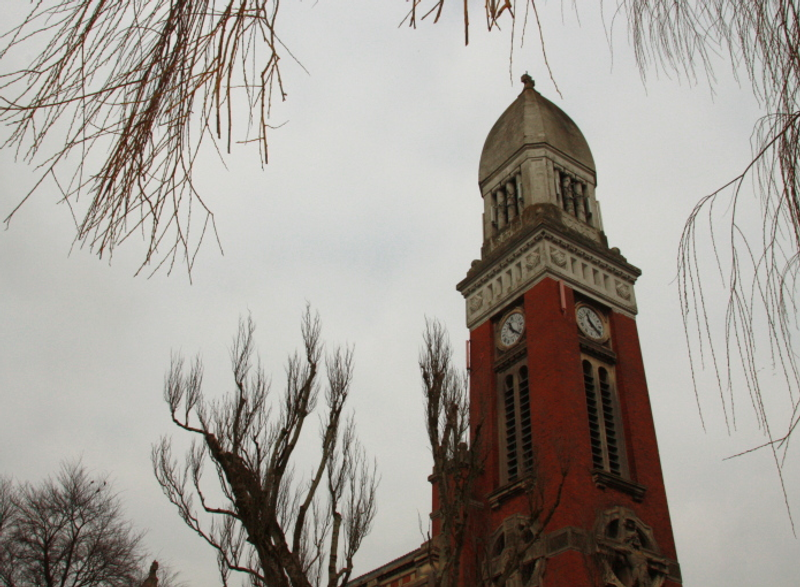
Sint-Jan-de-Doperkerk

## Geschiedenis
Steenwerk werd gesticht door de Franken en is gebouwd op een Romeinse site. Steenwerk werd voor de eerste keer vermeld in 1160 als Steinwerc. Nadien werd de naam nog geciteerd op verschillende schrijfwijzen:  in 1182 als Estenwerck, in 1260 als Stuuinwercke, in 1331 als Steinwerck en in 1332 als Steenwerc. In die tijd was er ook een  redelijke handel in Steenwerk langs de Grote Beke, van Sint-Janskappel naar de Leie. Deze beek was gekanaliseerd was en voorzien van sluizen en was bevaarbaar met platbodems. Textielwevers leverden hun laken in het centrum van het stadje wat toen langs de Leie naar Armentiers werd gebracht om verder verhandeld te worden. Er was ook een redelijke handel met Belle. Tijdens de Eerste Wereldoorlog werd Steenwerk helemaal  verwoest. Dit lot trof ook de Sint-Jan-de-Doperkerk die in 1923 na de verwoesting van de oude kerk werd herbouwd. De oorspronkelijke kerk werd al vermeld in de twaalfde eeuw.
Een ander verwoest bouwwerk betreft het Kasteel Vanuxem, waar een dokter van die naam woonde. Tijdens de Eerste Wereldoorlog was het in gebruik bij de Britse spionagedienst.

## Geografie
De oppervlakte van Steenwerk bedroeg op 1 januari 2022 27,47 vierkante kilometer; de bevolkingsdichtheid was toen 126,5 inwoners per km².

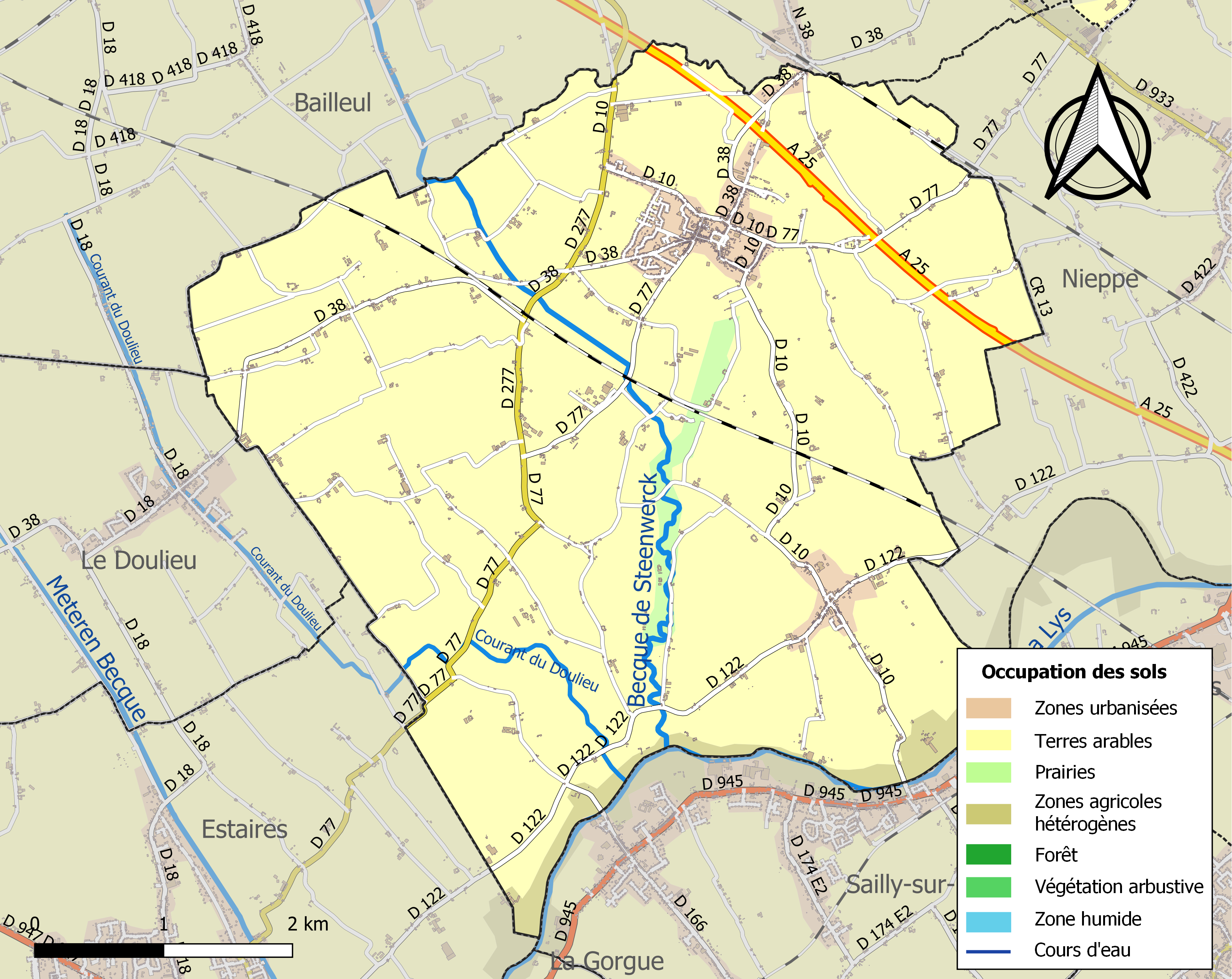
Kaart van de gemeente met belangrijkste infrastructuur, bodemgebruik en omliggende gemeenten

## Bezienswaardigheden
- De Sint-Jan-de-Doperkerk (Église Saint-Jean-Baptiste) uit 1923
- De Onze-Lieve-Vrouw van Zeven Smartenkerk  (Église Notre-Dame des Sept Douleurs), uit de negentiende eeuw in het gehucht Croix du Bac.
- Het beschermde "Vlaemsche Huus", in neogotische  stijl dat gebouwd werd  aan het einde van de negentiende eeuw (rond 1890) naar ontwerp van Étienne Timmery, in opdracht van Pierre Dutry, die van Brugge hield.
- Het gemeentehuis uit het jaar 1856
- Het Musée de la Vie Rurale
- Het museum Ferme des Orgues, een museum voor mechanische muziekinstrumenten, aan Rue de l'Hollebecque 2.
- Het Monument voor de gesneuvelden
- het Deutscher Soldatenfriedhof Steenwerck, waar 2048 Duitse gesneuvelden uit de Eerste Wereldoorlog rusten
- de drie Britse militaire begraafplaatsen:
  - Croix-du-Bac British Cemetery
  - Le Grand Beaumart British Cemetery
  - Trois Arbres Cemetery
- Ook de gemeentelijke Begraafplaats van Steenwerk liggen enkele militaire graven.

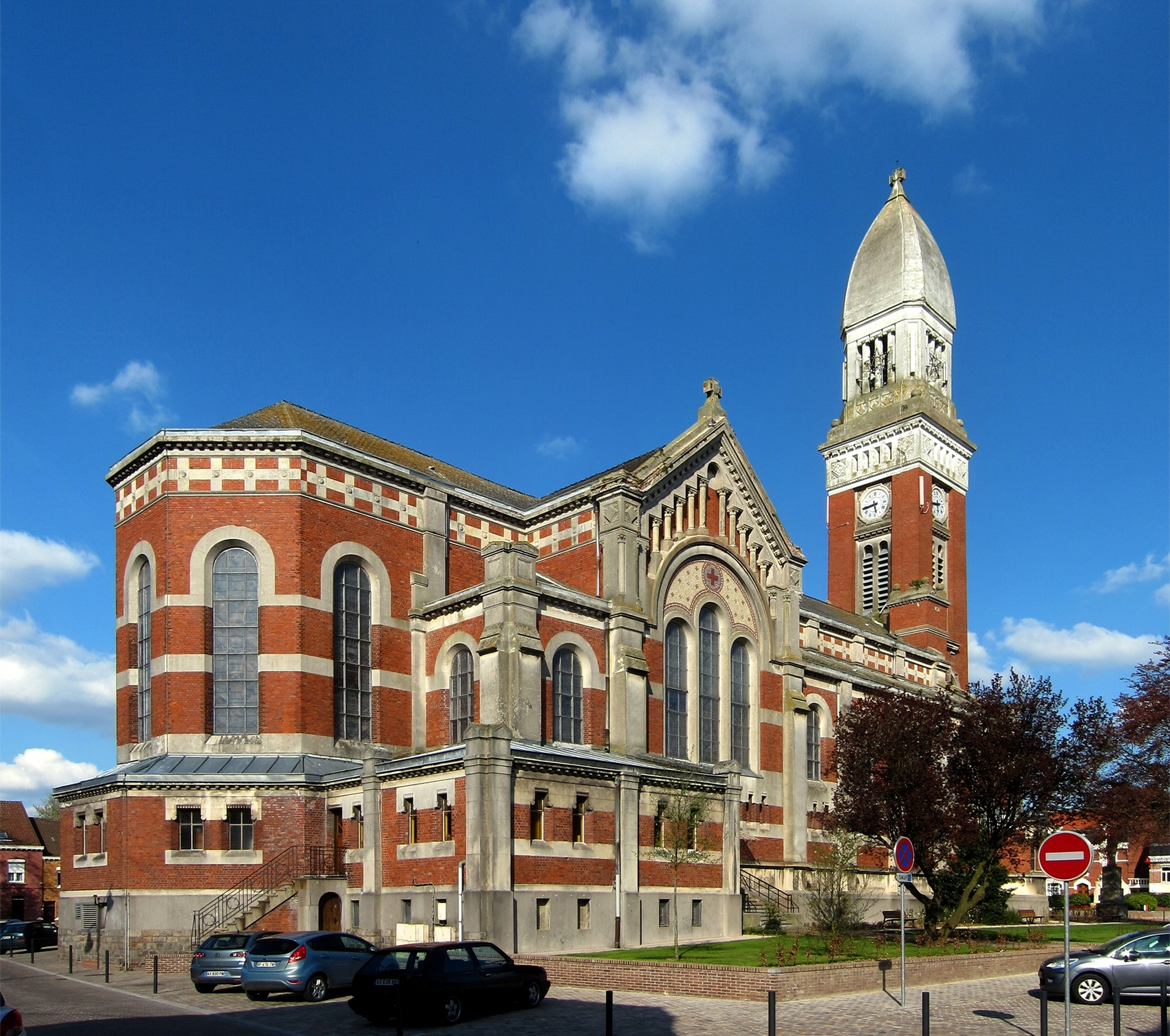
De Sint-Jan-de-Doperkerk
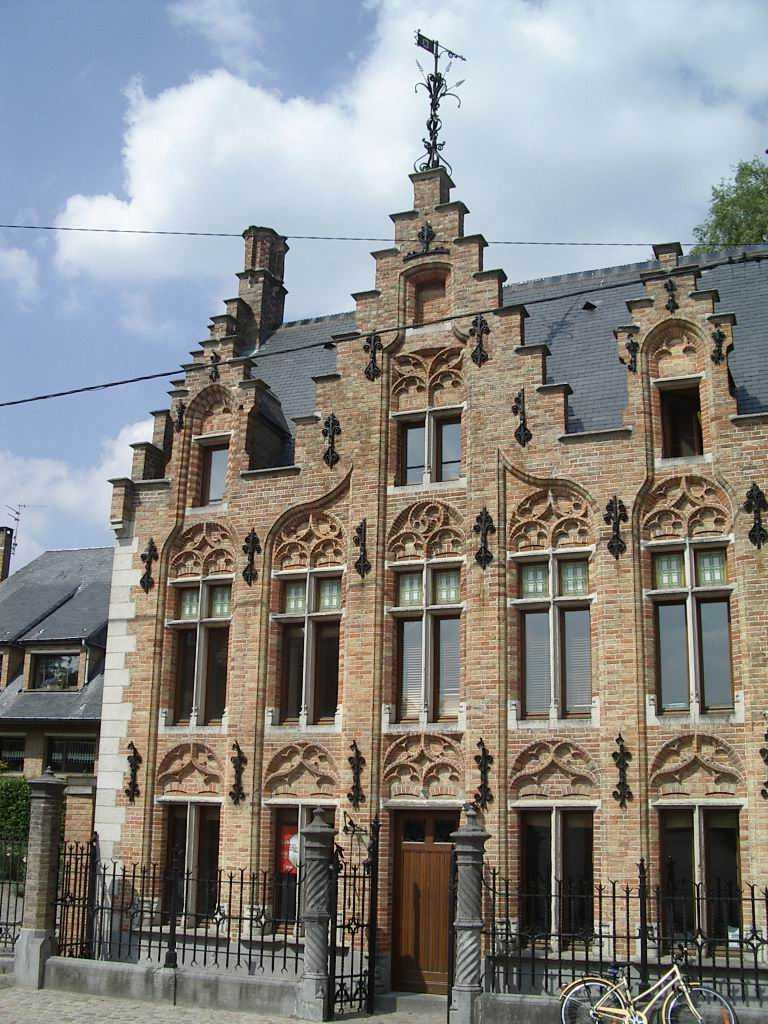
Het Vlaemsche Huus
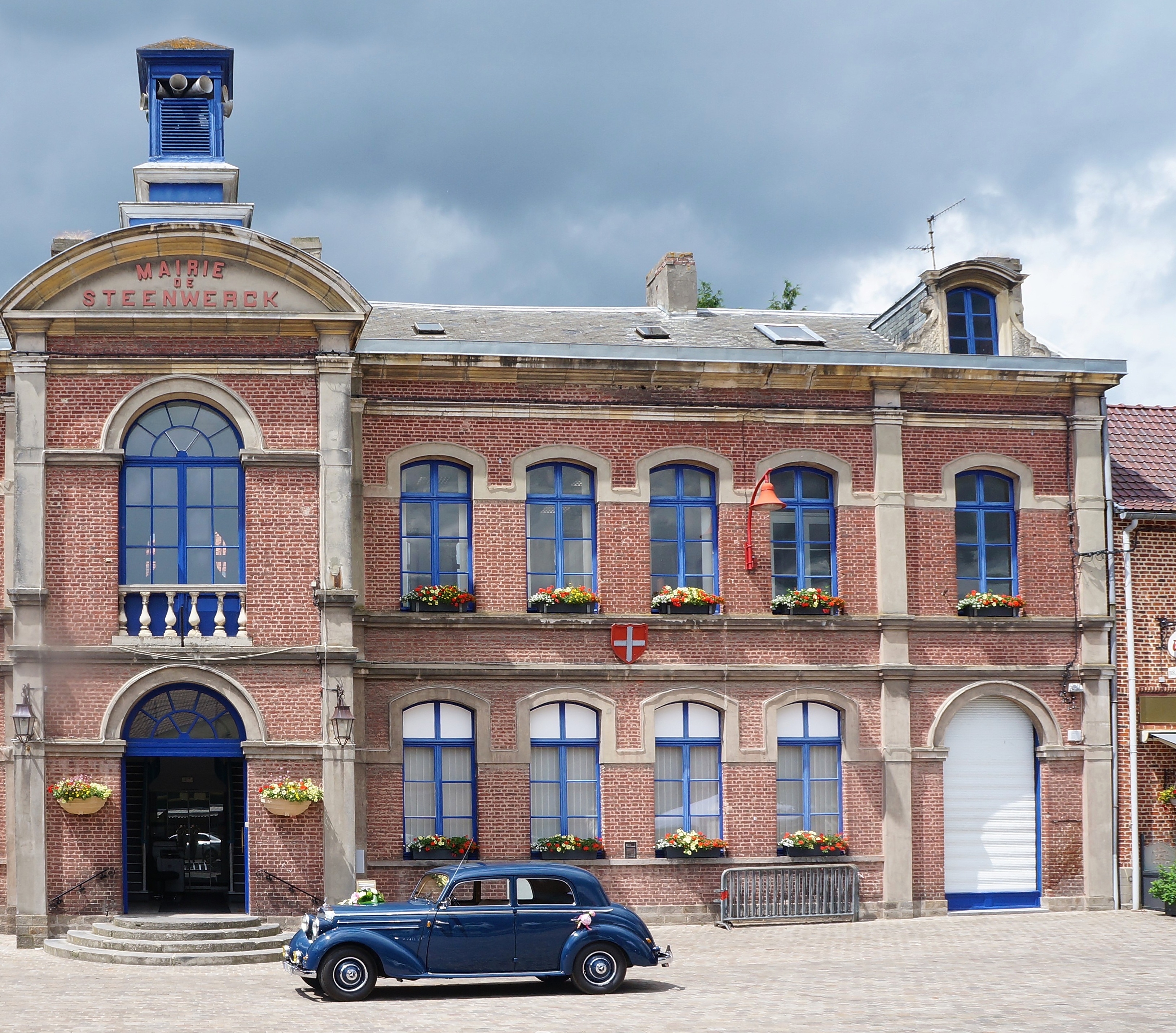
Het gemeentehuis

## Natuur en landschap
Steenwerk is laaggelegen, op een hoogte van 13 tot 19 meter, in de vallei van de Leie. Door het grondgebied van de gemeente stroomt een beek die op de Katsberg ontspringt en na 18,6 km in de Leie uitmondt. De beek staat bekend als Grote Beke, maar in Frankrijk meerdere benamingen bezit, zoals Grande Becque en Serpentine Becque.

## Cultuur
Het dorp is in het bezit van een reus, genaamd Totor, 5,70 meter hoog en met een gewicht van ongeveer 100 kilogram.

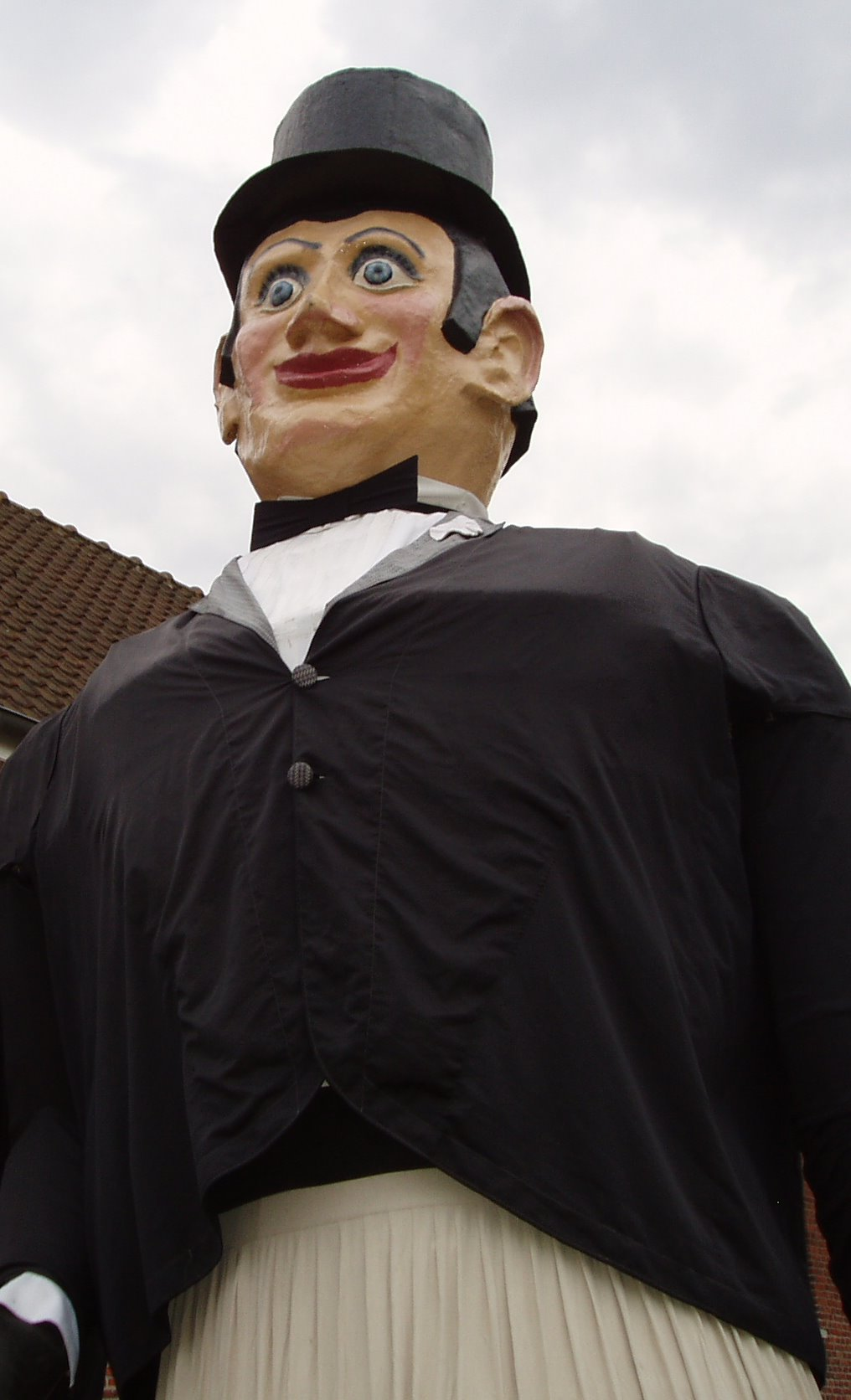
Totor
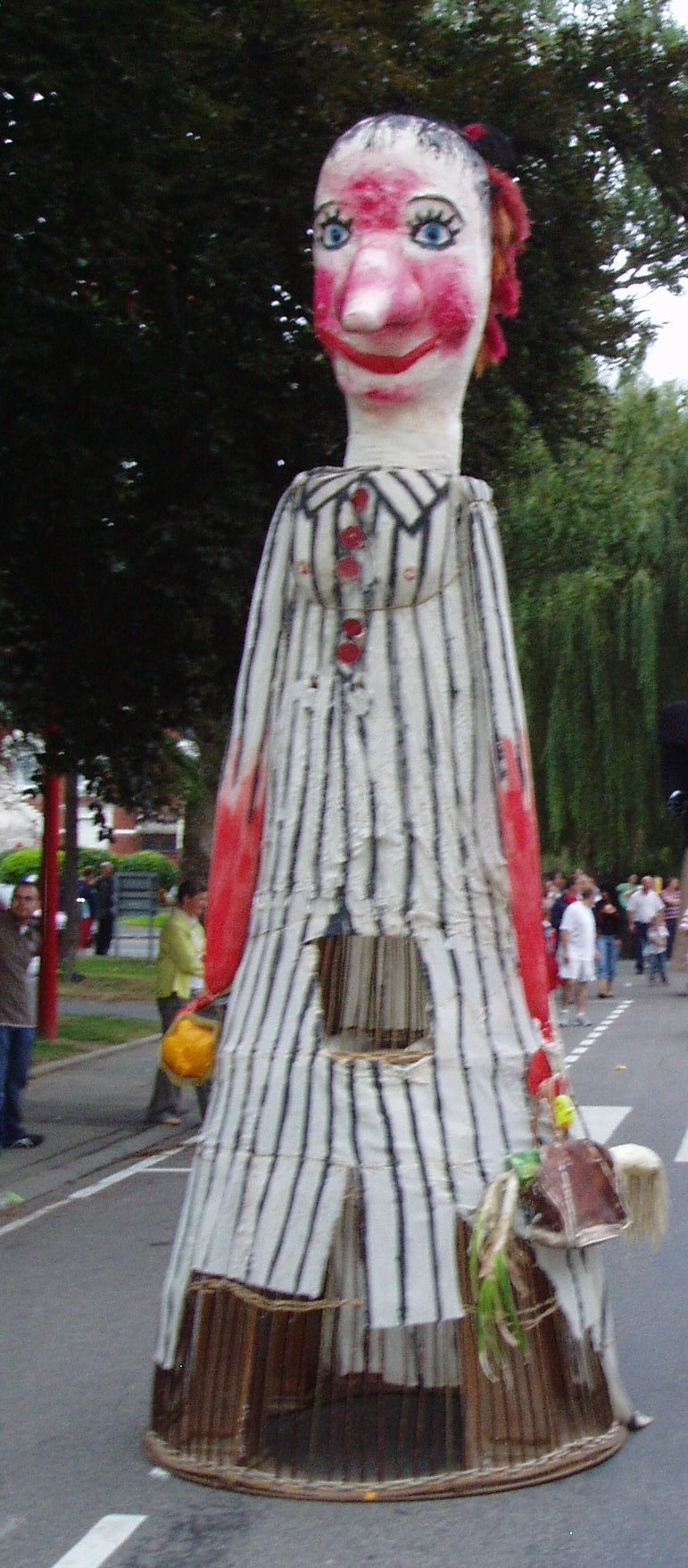
Irène

## Demografie
Onderstaande figuur toont het verloop van het inwonertal (bron: INSEE-tellingen).

## Verkeer

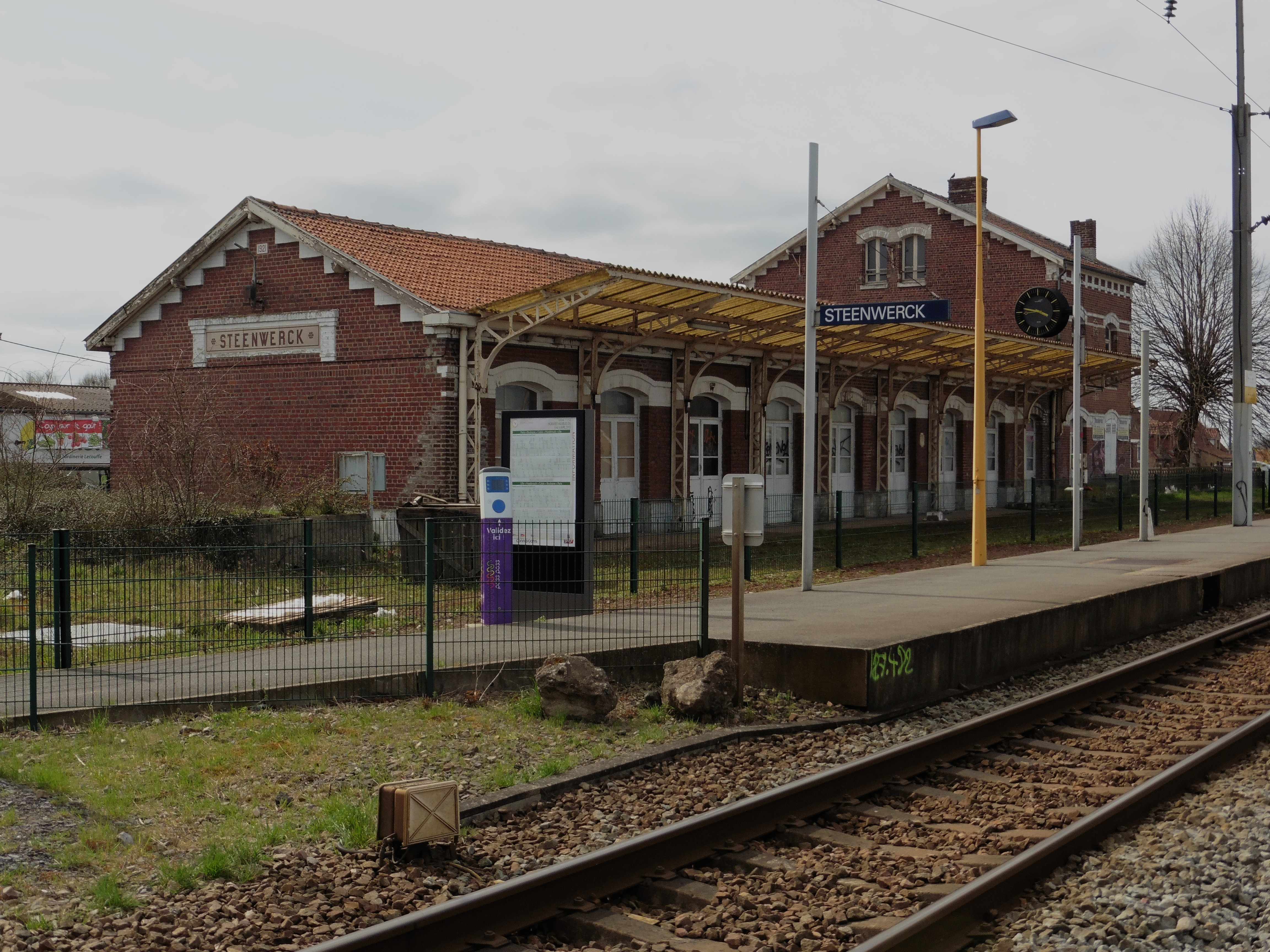
Station Steenwerck

Door het midden van het grondgebied van Steenwerk passeert hogesnelheidslijn voor de TGV tussen Rijsel en Calais en aan de noordkant loopt spoorwegverbinding voor normale treinen richting Duinkerke en Rijsel wordt; welke verzorgd wordt door het openbaar vervoersnetwerk TER Nord-Pas-de-Calais. Deze laatste spoorlijn stopt ook bij de buursteden, Belle, Armentiers en Hazebroek. In de gemeente ligt het spoorwegstation Steenwerck.
Ten noorden van het dorp loopt de snelweg A25/E42, weliswaar zonder op- en afrit op het grondgebied van de gemeente.

## Nabijgelegen kernen
Niepkerke (Nieppe), Belle, Nieuwkerke, Croix du Bac, Estaires, Le Doulieu